# پاخی هگده
پاخی هگده (انگلیسی: Pakkhi Hegde) بازیگر هندی اهل بمبئی است که بیشتر در سریال‌های هندی، و فیلم‌های بوجپوری، تولو و مراتی فعالیت می‌کند.

## دوران حرفه ای
پاخی هگده یک فرد تولووا از منگلور، فعالیت شغلی خود را با نفش اصلی در برنامه روزانه شرکت دولتی دوردارشان به نام ملکه زیبایی هند خواهم شد شروع کرد.

## فیلم‌شناسی
| سال  | فیلم     | زبان    |
| ---- | -------- | ------- |
| ۲۰۱۰ | هفت رفیق | بوجپوری |
| ۲۰۱۹ | ازدواج   | بوجپوری |

## تلویزیون
| سال       | سریال            | نقش         | کانال       |
| --------- | ---------------- | ----------- | ----------- |
| ۲۰۰۴–۲۰۰۷ | بانوی شایسته هند | سوهانی سحای | دی دی نشنال |
| ۲۰۲۲–۲۰۲۳ | راجو             | مادومالاتی  | استار پلاس  |